# Jacques Le Coq
Jacques Le Coq (* 1676; † 1766), Alternativname: Jacob Le Coq, war ein sächsischer Geheimer Kriegsrat, Geheimer Kabinetts-Sekretär und Diplomat; Mitglied der Reformierten Gemeinde in Dresden.

## Leben

### Herkunft und Familie
Jacques Le Coq war Hugenotte und Angehöriger der Familie Le Coq aus Metz. Der Vater, der „Procureur au Baillage et au Présidial de Metz“ Pierre Le Coq, war nach der Aufhebung des Edikts von Nantes durch Ludwig XIV. im Jahr 1685 vor religiöser Verfolgung von Metz nach Preußen geflohen und ausgewandert. Laut der Stammlinie der Le Coq von Béringuier stammt er in direkter Linie von Toussaint Le Coq ab, der 1565 in Metz Jeanne Doron heiratete. Jacques Le Coq selbst ist in der Stammlinie nicht aufgeführt, nur dessen Bruder, der Kaufmann Jean Le Coq, der Jeanne Perrin heiratete, die im Alter von 34 Jahren 1713 starb.
In der Stammlinie von Béringuier wird dargelegt, dass der oben genannte Toussaint Le Coq aus dem adeligen Geschlecht der Le Coq, Seigneurs d’Egrenay et Corbeville und über mehrere Generationen Conseillers au Parlement de Paris, abstamme, deren Urahn Jean Le Coq im Jahre 1363 geadelt wurde. Als Jacques Le Coq später (ab 1719) als sächsischer Gesandter in Paris war, soll ihm dies von dem Marquis de Goupillières et de Corbeville bestätigt worden sein. Bei dem genannten Marquis de Goupillières et de Corbeville handelt es sich offensichtlich um Jean-Baptiste Le Cocq (XI) Marquis de Goupillières (1663–1737). Bei seinem Vorfahren in der VII. Generation (Antoine), der Vater von Toussaint gewesen sein soll, sind zwar vier Abkömmlinge aufgeführt, nicht aber ein Sohn mit dem Vornamen Toussaint. Es lässt sich somit in Ermangelung von Belegen die adelige Herkunft nicht nachweisen. Im Gegenteil, unter Bezugnahme auf Toussaints Ehevertrag und sein Testament wird eine dahingehende Abstammung glaubhaft angezweifelt.
Jacques Le Coq war verheiratet mit Anna Malchar.
Sein Neffe Johann Ludwig von Le Coq (1719–1789) begann ab 1735 in Kursachsen seine militärische Karriere in der Sächsischen Armee und wurde sächsischer Generalleutnant.
Wahrscheinlich ein weiterer Neffe Elias Le Coq wurde 1749 zum sächsischen Legationssekretär ernannt, war um 1752 zeitweilig Legationssekretär in Rom und nach 1764 in Neapel Legationsrat.

### Werdegang
Über die Jugend und die Ausbildung von Jacques Le Coq ist nichts bekannt. Er verließ offensichtlich schon früh Berlin und kam nach Dresden im damaligen Kursachsen.
Er war zunächst mindestens in der Zeit von 1711 bis 1715 am königlichen Hof in Dresden königlicher Geheim-Sekretär für die Bearbeitung der Colonie-Projekte der Hugenotten, die nach Sachsen geflüchtet waren.
In Kursachsen herrschte Friedrich August I. von Sachsen, genannt „August der Starke“' (1670–1733), der ab 1694 Kurfürst und Herzog von Sachsen sowie ab 1697 in Personalunion als August II. König von Polen-Litauen war.
Nachdem am 13. Februar 1713 der preußische König Friedrich I. verstorben war, war König Friedrich August I im Jahre 1713 entschlossen, französische und andere Kaufleute, „Trafiquanten“ und „Manufacuriers“ reformierter Religion gegen Bewilligung des öffentlichen Gottesdienstes nach Sachsen, insbesondere in die neuen Colonien Oschatz, Torgau und Meissen abzuwerben. Er beauftragte mit Verordnung vom 8. Juni 1713 den in Berlin gebürtigen und der reformierten Gemeinde in Dresden angehörenden Le Coq, der in den Jahren 1713–1714 als Vertreter des sächsischen Gesandten Ernst Christoph von Manteuffel am Berliner Hof war, die notwendigen Maßnahmen zu ergreifen. Diese Verordnung richtete sich im Wesentlichen gegen Preußen und versuchte, Fabrikgründungen von der Mark Brandenburg abzulenken. Die Bestrebungen, die unter großer Geheimhaltung liefen, wären auch am Anfang erfolgreich gewesen, weil ein Unternehmer, den Le Coq angeworben hatte, eine Tapisseriemanufaktur errichten und mit seinen Arbeitern nach Sachsen kommen wollte. Der preußische König Friedrich Wilhelm I. reagierte mit einem strengen Verbot gegen die Anwerbung von Colonisten im Lande und verhinderte die Auswanderung. Das Projekt wurde fallen gelassen.
1715 wurde in der Regierung die seit längerem geplante Departementseinteilung für das Geheime Consilium realisiert. Geschaffen wurden vier Departements, denen jeweils ein bürgerlicher Referendar vorstand. Der dem bisherigen ehemaligen Sekretär im Geheimen Kabinett Le Coq unterstellte Bereich wurde durch die Einrichtung eines fünften Departements allein auf die auswärtigen und ernestinischen Angelegenheiten reduziert. 1716 erhielt er den Titel „Geheimer Referendar für auswärtige Sachen im Geheimen Rat“ und war seit 1718 „Justizienrat“, was dafür spricht, dass er vor seinem Eintritt in die Verwaltung Rechtswissenschaft studiert hat.
Von 1718 bis 1728 war Le Coq Gesandter in London. Während dieser Zeit war er von 1719 bis 1720 am französischen Hof. 1723 erhielt er den Titel Geheimer Hofrat.
Von 1728 bis 1729 war er Beauftragter auf dem Kongress von Soisson und am französischen Hof, später erhielt er den Titel Geheimer Rat.
Mit der Thronbesteigung August III. (1696–1763) nach dem Tod seines Vaters im Jahre 1733 verlor die sogenannte französische Partei bei Hofe und auch Le Coq und alle aus den Refugié-Familien stammenden höheren Beamten ihre Stellungen.

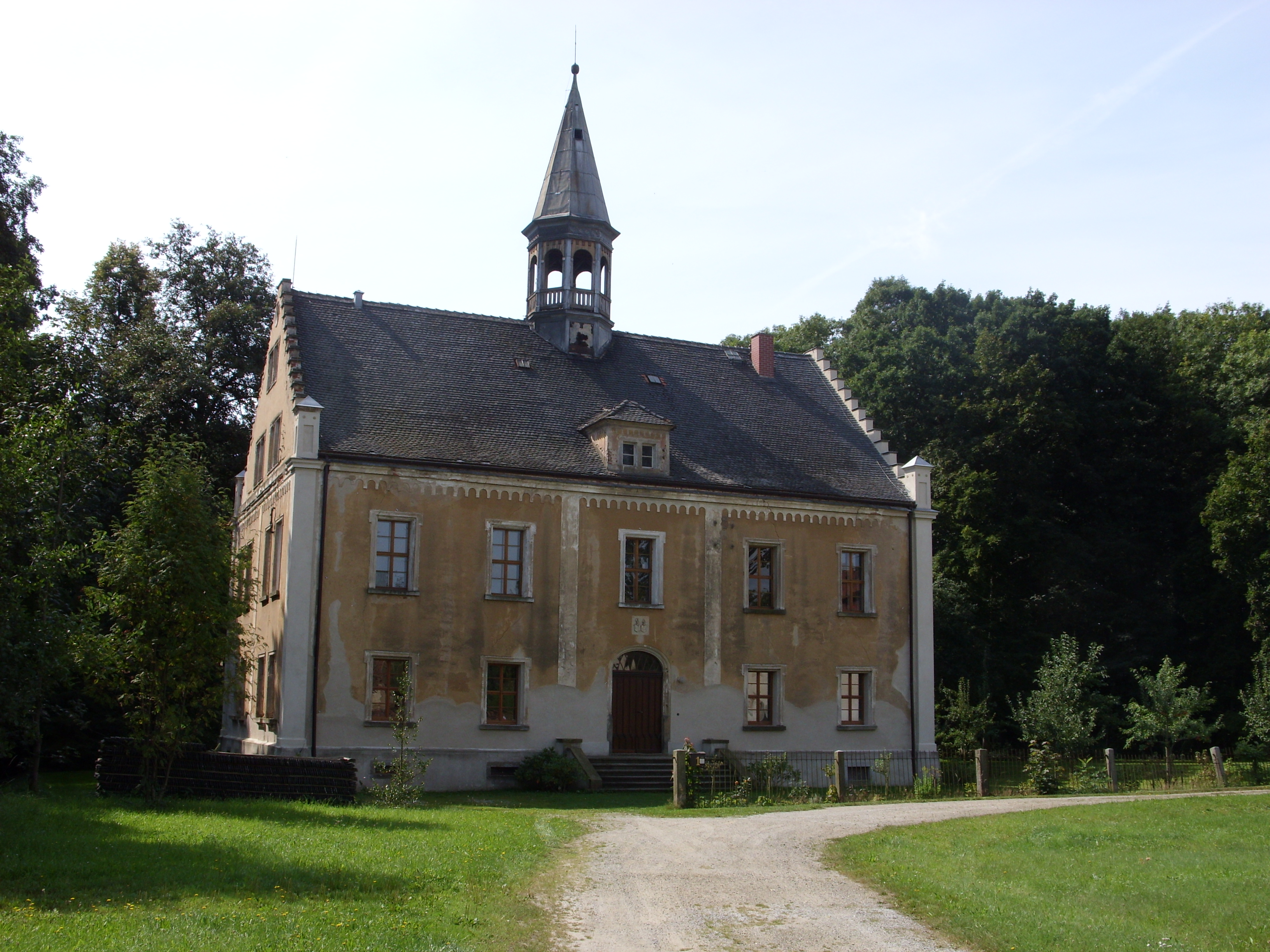
Das Weidlitzer Rittergut

Am 11. Januar 1730 kaufte Le Coq die Güter Weidlitz und Pannewitz bei Bautzen für 26.300 Thaler, um sich dort zur Ruhe zu setzen, und machte sich um die Verschönerung derselben außerordentlich verdient. Er legte den gegenwärtig über 10 Acker sich erstreckenden Park, damals in französischem Stil, mit Terrassen und Wasserkünsten an. Diese Anlage leitete der Kunstgärtner Johann Friedrich Seehahn, welcher sich mehrere Jahre in Frankreich und England sich aufgehalten, 1729 nach Neschwitz berufen, daselbst unter der Fürstin von Teschen, damaliger Besitzerin von Neschwitz, den bekannten Neschwitzer Park geschaffen hatte. Auch wurden auf Le Coqs Ansuchen Weidlitz, welches damals Weiberlehen, und Pannewitz, welches noch Mannlehen war, durch Reskript vom 15. August 1730 in reine Allodial- und Erbgüter verwandelt. In diesem Reskript wird ausdrücklich bemerkt, dass diesem Antrag aus besonderen Gnaden und um seiner lange Jahre geleisteten treuen Dienste willen, stattgegeben worden sei. Obwohl man annehmen konnte, Le wolle sein Leben in Weidlitz beschließen, so verkaufte er doch am 30. Juni 1746 beide Güter für 27,000 Thaler und 150 Stück Dukaten Schlüsselgeld an den Kabinettsminister Heinrich von Brühl. Die Gründe sind nicht bekannt. Möglicherweise hatte er sich finanziell übernommen oder er wollte sich Brühls Geneigtheit erhalten, dem er als außenpolitischer Berater diente.
Heinrich von Brühl (1700–1763) wurde 1733 zum Kabinettsminister und 1746 zum Premierminister in Kursachsen ernannt.
Nach dem Einmarsch der Preußen in Schlesien im Ersten Schlesischen Krieg im Jahre 1740 wurde Le Coq von Brühl aufgefordert, sein außenpolitischer Berater zu werden. Dieser listete in einem Gutachten im Dezember 1740 die Gründe auf, die gegen ein Bündnis Sachsens mit Preußen sprachen. Brühl wollte sich auf das Wagnis eines solchen Krieges gegen Preußen aufgrund der Bündnisverpflichtung gegenüber Österreich nicht einlassen, bevor nicht feststand, dass auch Großbritannien und Russland Österreich unterstützten, was dann auch in der geheimen Konvention vom 11. April 1741 geschah.
Das Bestreben von Kursachsen nach dem Westfälischen Frieden bestand darin, in Europa das Gleichgewicht der Kräfte zu bewahren. Als Kriegsrat schrieb Le Coq Ende 1742 oder Anfang 1743 die Denkschrift Considerations sur L’Equilibre de l’Europe und beschuldigte darin Großbritannien, durch die von Österreich erzwungene Abtretung von Schlesien an einen so aggressiven Fürsten wie Friederich dem Großen, offenbart zu haben, dass Großbritannien nicht an einem Gleichgewicht, sondern an einem Krieg gegen Frankreich gelegen sei.
Nachdem Preußen ab dem 29. August 1756 zu Beginn des Siebenjährigen Krieges, durch die Preußen zur fünften europäischen Großmacht aufstieg, ohne Kriegserklärung Sachsen besetzt hatte, veröffentlichte Le Coq anonym vier gegen Preußen gerichtete Schriften, die im Verzeichnis seiner Werke dargestellt werden. Als Verfasser wurde Le Coq ermittelt.
Le Coq unterhielt von 1740 bis Brühls Tod im Jahre 1763 mit diesem eine Korrespondenz zu außenpolitischen Fragen.
Le Coq starb 90 Jahre 7 Monate alt 1766 in Dresden und wurde am 18. Juni in Neustadt in Sachsen beerdigt.

## Werke
- Jacques Le Coq (ermittelter Verfasser): Briefe einer Privat-Person an einen seiner Freunde, über den Einfall in Sachsen, so durch den König von Preußen unternommen worden. 1757. Universität Rostock und books.google.de
- Jacques Le Coq (ermittelter Verfasser): Fortsetzung der Briefe einer Privat-Person an einen seiner Freunde, über den Einfall in Sachsen, so durch den König von Preußen unternommen worden, 1757; books.google.de
- Gottlieb Schumann, Jacques Le Coq: Lettres D’un Particulier à un de ses Amis Sur L’invasion de la Saxe, Faite Par le Roi de Prusse, 1757, (Bay. Staatsbibliothek)
- Jacques Le Coq (ermittelter Verfasser): Natürliche Vorstellung der Wahrheit, entgegengesetzet dem Preußischen sogenannten Gründlichen und überzeugenden Bericht von dem Betragen derer Höfe zu Wien und Dreßden. 1756; books.google.de